# مارسیا موری
مارسیا موری (به انگلیسی: Marcia Morey) (زادهٔ ۱۴ اوت ۱۹۵۵) شناگر اهل ایالات متحده آمریکا است.